# NGC 5057
NGC 5057 is een spiraalvormig sterrenstelsel in het sterrenbeeld Hoofdhaar. Het hemelobject werd op 13 maart 1785 ontdekt door de Duitse astronoom William Herschel.

## Synoniemen
- UGC  8342
- MCG  5-31-169
- ZWG  160.176
- NPM1G +31.0268
- PGC  46202
- CGCG 160-176
- NPM1G +31.0268